# Giuditta Beltramelli
Giuditta Bertrand Beltramelli (Bergamo, 1831 – Sombreno, 29 agosto 1910) è stata un soprano italiano.

## Biografia
Figlia di Pietro Bertrand, musicista, e Teresa Dotti, sarta.
Frequentò il conservatorio di Milano dal 1842 al 1850, dove studiò canto e pianoforte.
Esordì a Berlino. Si dice avesse una memoria prodigiosa: si narra che imparò la parte dell’opera “Roberto il Diavolo” in sole ventiquattr’ore reggendosi poi con sicurezza sul palcoscenico. Notevoli le sue interpretazioni della "Linda di Chamounix" e del "Don Pasquale"; ma le sue migliori doti musicali emersero con Verdi, soprattutto in "La traviata".
Cantò nei più importanti teatri d'Europa tra il 1850 e il 1865. 
Ebbe in repertorio una quarantina di ruoli, prevalentemente lirici. Ritiratasi dalle scene nel 1866 trascorse i suoi ultimi anni di vita in una frazione di un paesino della bergamasca, Sombreno, insieme alla sorella Teresa.